# Трансляционная симметрия
Трансляционная симметрия — тип симметрии, при котором свойства рассматриваемой системы не изменяются при сдвиге на определённый вектор, который называется вектором трансляции. Например, однородная среда совмещается сама с собой при сдвиге на любой вектор, поэтому для неё свойственна трансляционная симметрия.
Трансляционная симметрия свойственна также для кристаллов. В этом случае векторы трансляции не произвольны, хотя их существует бесконечное число. Среди всех векторов трансляций кристаллической решётки можно выбрать три линейно независимых таким образом, что любой другой вектор трансляции был бы целочисленно-линейной комбинацией этих трёх векторов. Эти три вектора составляют базис кристаллической решётки.
Теория групп показывает, что трансляционная симметрия в кристаллах совместима только с поворотами на углы {\displaystyle \theta =2\pi /n}, где {\displaystyle n} может принимать значения 1, 2, 3, 4, 6.
При повороте на углы 180, 120, 90, 60 градусов положение атомов в кристалле не меняется. Говорят, что кристаллы имеют ось вращения {\displaystyle n}-го порядка.
Перенос в плоском четырёхмерном пространстве-времени не меняет физических законов. В теории поля трансляционная симметрии, согласно теореме Нётер, соответствует сохранению тензора энергии-импульса. В частности, чисто временные трансляции соответствуют закону сохранения энергии, а чисто пространственные сдвиги — закону сохранения импульса.